# Caroline Aherne
Caroline Mary Aherne (Ealing, 24 december 1963 – Timperley in Greater Manchester, 2 juli 2016) was een Brits actrice, producente en scenariste. Ze is vooral bekend geworden door The Mrs. Merton Show en als Denise Royle (en later Best) uit de comedyserie The Royle Family. Ze vertolkte ook verschillende rollen in The Fast Show. Van alle drie tv-programma's was ze ook scriptschrijver. 

## Leven en werk
Hoewel geboren in de Londense voorstad Ealing, groeide Caroline Aherne op in Manchester, waar ze actief werd in het comedy-circuit en typetjes creëerde als de country-and-westernzangeres 'Mitzi Goldberg' en de Ierse non 'Sister Mary Immaculate'. Ze was receptioniste bij een radiostation, waar ze het karakter 'Mrs. Merton' ontwikkelde, dat vanaf 1990 eerst incidenteel en tussen 1995 en 1998 in een satirisch tv-praatprogramma op de BBC te zien was. Ze kreeg er in 1997 een BAFTA voor. Haar grootste bekendheid kreeg ze door The Royle Family, dat ze schreef samen met Craig Cash en waarin ze een van de hoofdrollen had naast Ricky Tomlinson en Sue Johnston. Hiervoor werd haar driemaal een BAFTA toegekend.  
De blonde actrice had kennelijk een IQ van 177. Ze leed vanaf haar vroegste jeugd aan de zeldzame ziekte retinoblastoom, waardoor ze door één oog bijna niet kon zien. Ze was tussen 1994 en 1997 getrouwd met bassist Peter Hook en trad toen op onder de naam Caroline Hook. Rond 1998 was Alexis Denisof haar vriend.
Hoewel Aherne algemeen beschouwd werd als een grappige persoonlijkheid met een groot talent om mensen aan het lachen te maken, leed ze ook aan zware depressies die in 1998 tot een zelfmoordpoging leidden. Ze gaf te kennen dat de tol van de roem zwaar voor haar was. Om pers en publiek te ontlopen trok ze zich enige jaren terug in Australië en schreef daar de serie Dossa and Joe, die geen succes werd. Teruggekeerd in Engeland was ze te zien in enkele speciale afleveringen van The Royle Family en The Fast Show.
Caroline Aherne overleed op 52-jarige leeftijd aan de gevolgen van longkanker. In de maanden voor haar dood voerde ze actie om tegen deze ziekte te waarschuwen in het kader van de gezondheidscampagne One You van de Britse regering.

## Filmografie
- Frank Sidebottom's Fantastic Shed Show Televisieserie - Mrs. Merton (Afl. onbekend, 1992)
- It's a Mad World, World, World, World (Televisiefilm, 1993) - Verschillende rollen
- The Smell of Reeves of Mortimer Televisieserie - Vrouw met hond (Afl., Cheese, 1995)
- The World of Lee Evans Televisieserie - Dochter (Afl., The Late Shift/Meet the Folks, 1995)
- The Smell of Reeves of Mortimer Televisieserie - Winderige moeder (Afl., Haircuts, 1995)
- Auntie's All-Time Greats (Televisiefilm, 1996) - Mrs. Merton
- The Fast Show Televisieserie - Verschillende rollen (21 afl., 1994-1997)
- The Mrs. Merton Show Televisieserie - Mrs. Merton (29 afl., 1995-1998)
- Mrs. Merton and Malcolm Televisieserie - Mrs. Merton (6 afl., 1999)
- Sunshine Televisieserie - Donna (Episode 1.2, 2008)
- The Royle Family Televisieserie - Denise Royle/Best (23 afl., 1998-2000, 2006, 2008, 2009)